# ديبورتيس كوينديو
نادي ديبورتيس كوينديو (بالإسبانية: Corporación Deportes Quindío)‏ نادي كرة قدم كولومبي يلعب في دوري الدرجة الأولى . تم تأسيس النادي في سنة 1951 .